# Референдум в Беларус (1996)
На 24 ноември 1996 г. в Беларус е проведен референдум.
Някои от предложените въпроси са: дали
- да се отмени смъртното наказание и
- да се въведе свободна покупко-продажба на земя със стопанско предназначение.

И на двата въпроса гласуват „против“ съответно с 82,88% и 80,44%.